# Loire-les-Marais
Loire-les-Marais település Franciaországban, Charente-Maritime megyében. Lakosainak száma 382 fő (2022. január 1.). Loire-les-Marais Breuil-Magné, Ciré-d’Aunis, Muron, Rochefort és Tonnay-Charente községekkel határos.

## Népesség
A település népességének változása:
| Lakosok száma | 172  | 268  | 314  | 333  | 358  | 374  | 393  | 395  | 390  | 382  |
|               | 1968 | 1982 | 1990 | 2006 | 2013 | 2015 | 2017 | 2019 | 2020 | 2022 |